# Сен-Венсан, Грегуар де
Грегуа́р де Сен-Венса́н (фр. Grégoire de Saint-Vincent; 22 марта 1584, Брюгге — 5 июня 1667, Гент) — бельгийский математик, иезуит.

## Биография и научная деятельность
Окончил университет в Дуэ (1600 год). В 1605 году в Риме стал иезуитом, изучал там труды Галилея и Клавиуса. После смерти Клавиуса (1612) вернулся в родную Фландрию. Был профессором в Антверпене (1617—1620) и Лёвене (1621—1625). В числе его известных учеников — Андре Таке. 
Главное сочинение де Сен-Венсана: «Геометрический труд о квадратуре круга и конических сечений» (лат. Opus Geometricum Quadraturae Circuli et Sectionum Coni, закончен в 1629 году, опубликован в 1647 году). Среди его значительных открытий:
- Вычисление площади под гиперболой.
- Независимо от Кавальери открыл полярную систему координат (1625, опубликовано в 1647 году).

Де Сен-Венсан также предложил общепринятое ныне название «метод исчерпывания». Его труды оказали существенное влияние на Паскаля, Джеймса Грегори и других математиков. Лейбниц высоко ценил де Сен-Венсана.

## Труды
- Cometis. 1616.

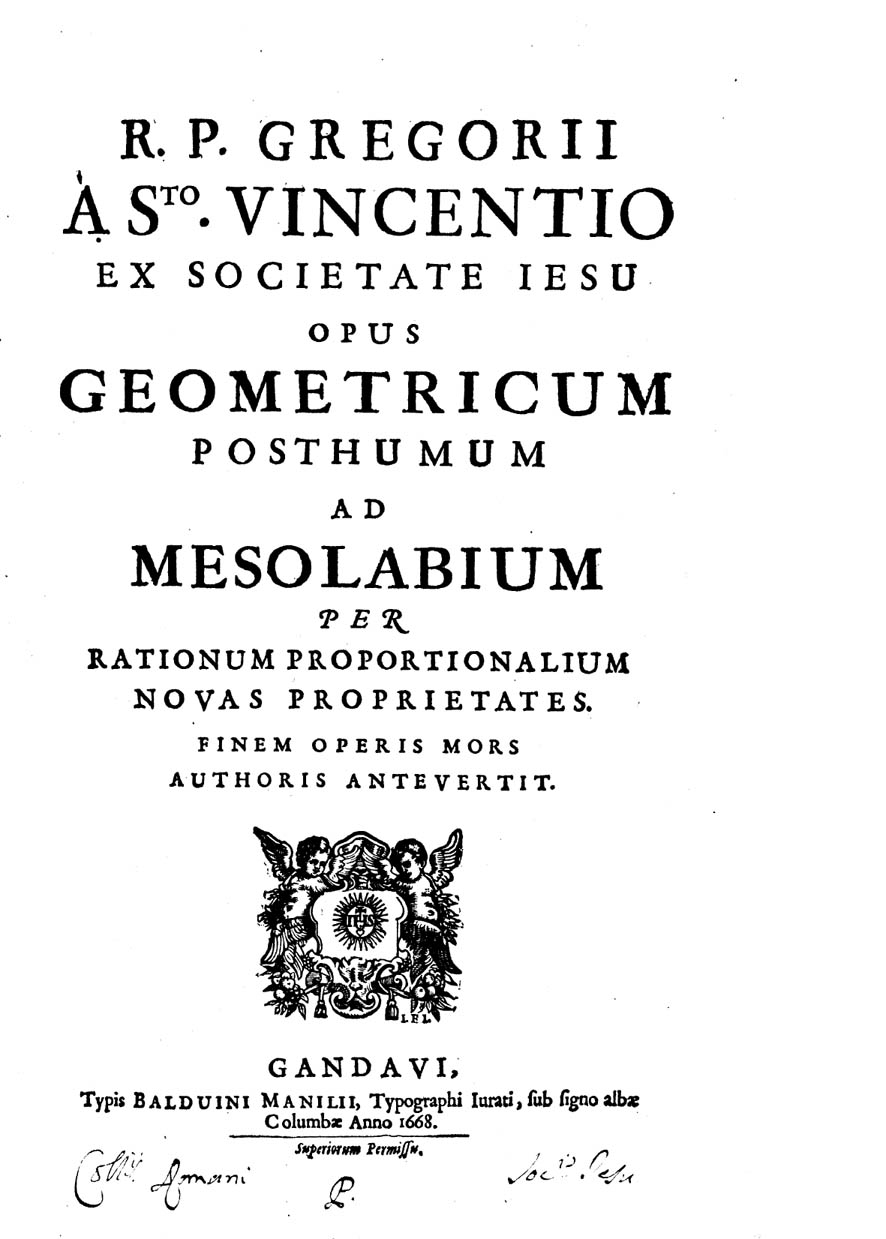
Opus geometricum posthumum, 1668

- Theoremata mathematice scientiae staticae. 1624.
- Opus geometricum quadraturae circuli et sectionum coni decem libris comprehensum. Antwerpen, 1647.
- Opus geometricum ad mesolabum per rationum, proportionalitatumque novas proprietates[3]. Gent 1668.